# Musée de paléontologie et de l'évolution
Le Musée de paléontologie et de l'évolution (MPE) a été créé le 4 octobre 1995 à Montréal, Québec, par un groupe d'amateurs en paléontologie et d'universitaires,,. C'est un organisme à but non lucratif dont la mission actuelle est de préserver, d'étudier et de mettre en valeur le patrimoine fossile québécois. 
Le musée abrite aujourd'hui plus de 80 000 fossiles, provenant en majorité du Québec et couvrant des centaines de millions d'années. Ces spécimens proviennent de dons de collections privées et universitaires ou ont été récoltés par les membres du Musée.  
Le Musée détient un laboratoire de conservation et recherche et organise régulièrement des
sorties, des excursions guidées et des travaux de terrain auxquels le public
peut prendre part afin de contribuer à l'avancement de la recherche
scientifique. À l'occasion, le musée présente également des expositions
temporaires et itinérantes et participe à l'organisation de conférences et de
colloques. Le Musée de paléontologie et de l'évolution est à la recherche d'un lieu permanent dans la région de Montréal, qui lui permettrait[pas clair] de présenter ses collections au grand public de façon pérenne.

## Spécimens provenant des collections du Musée
Ordovicien des Basses-terres du Saint-Laurent :

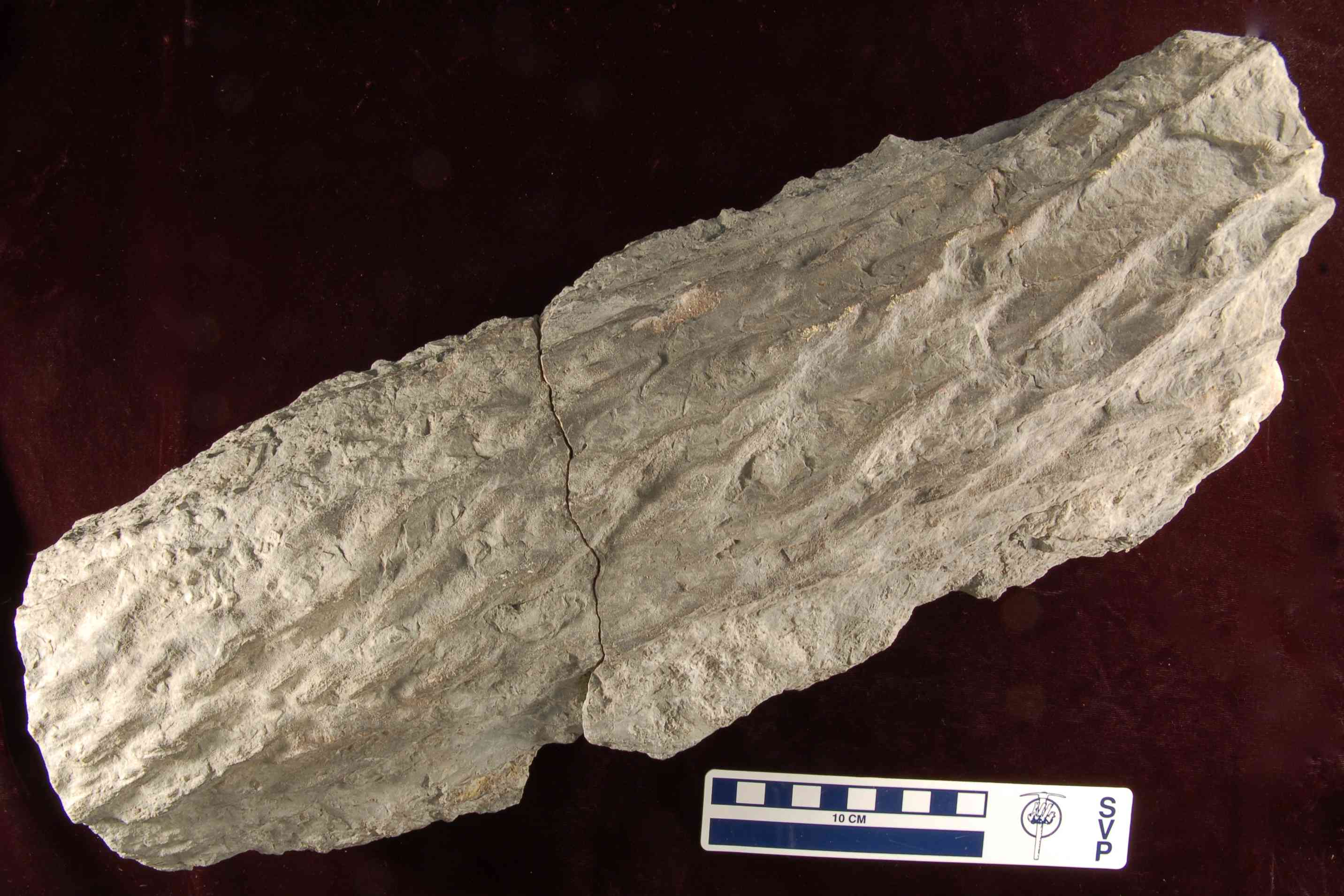
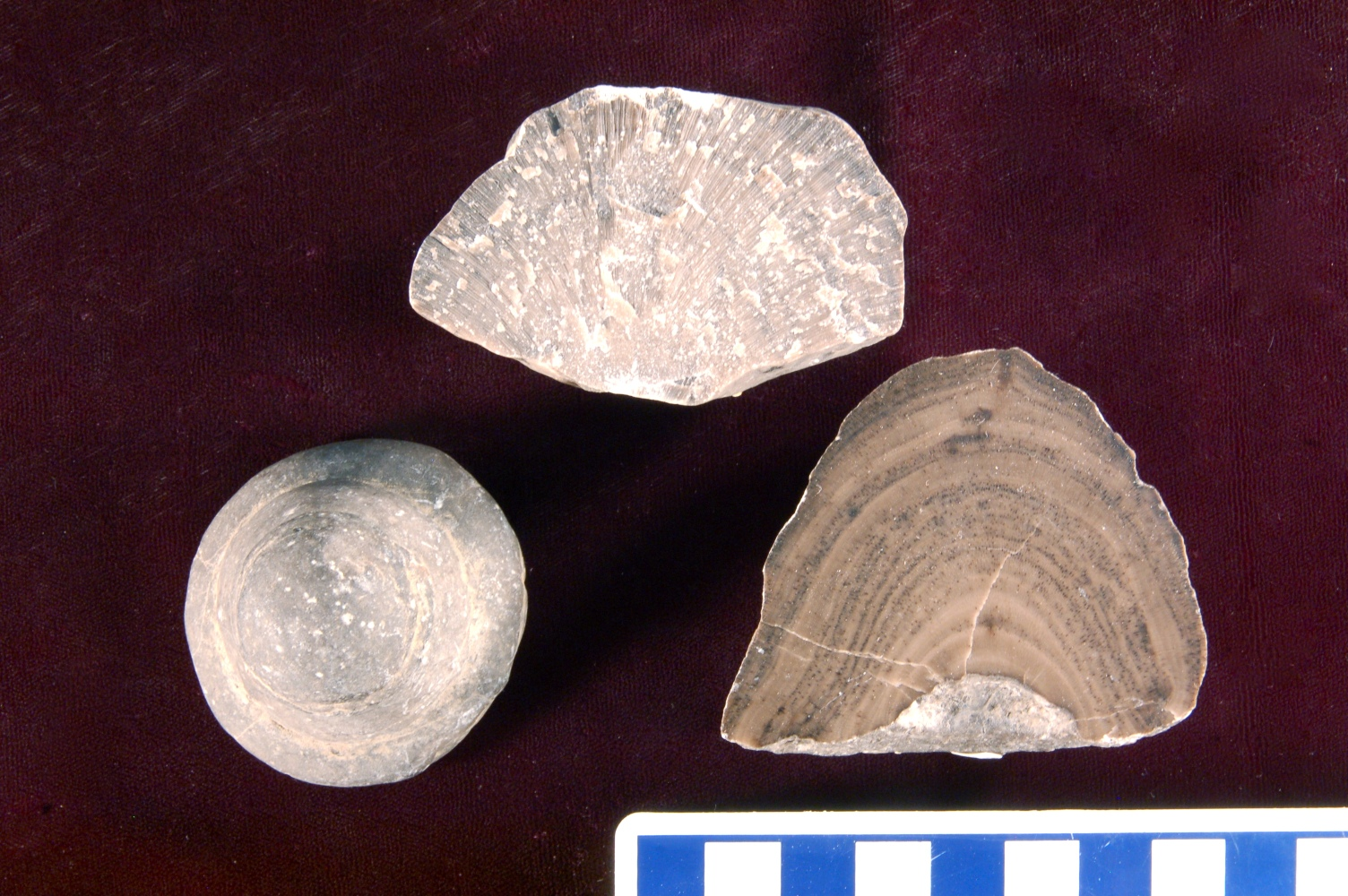
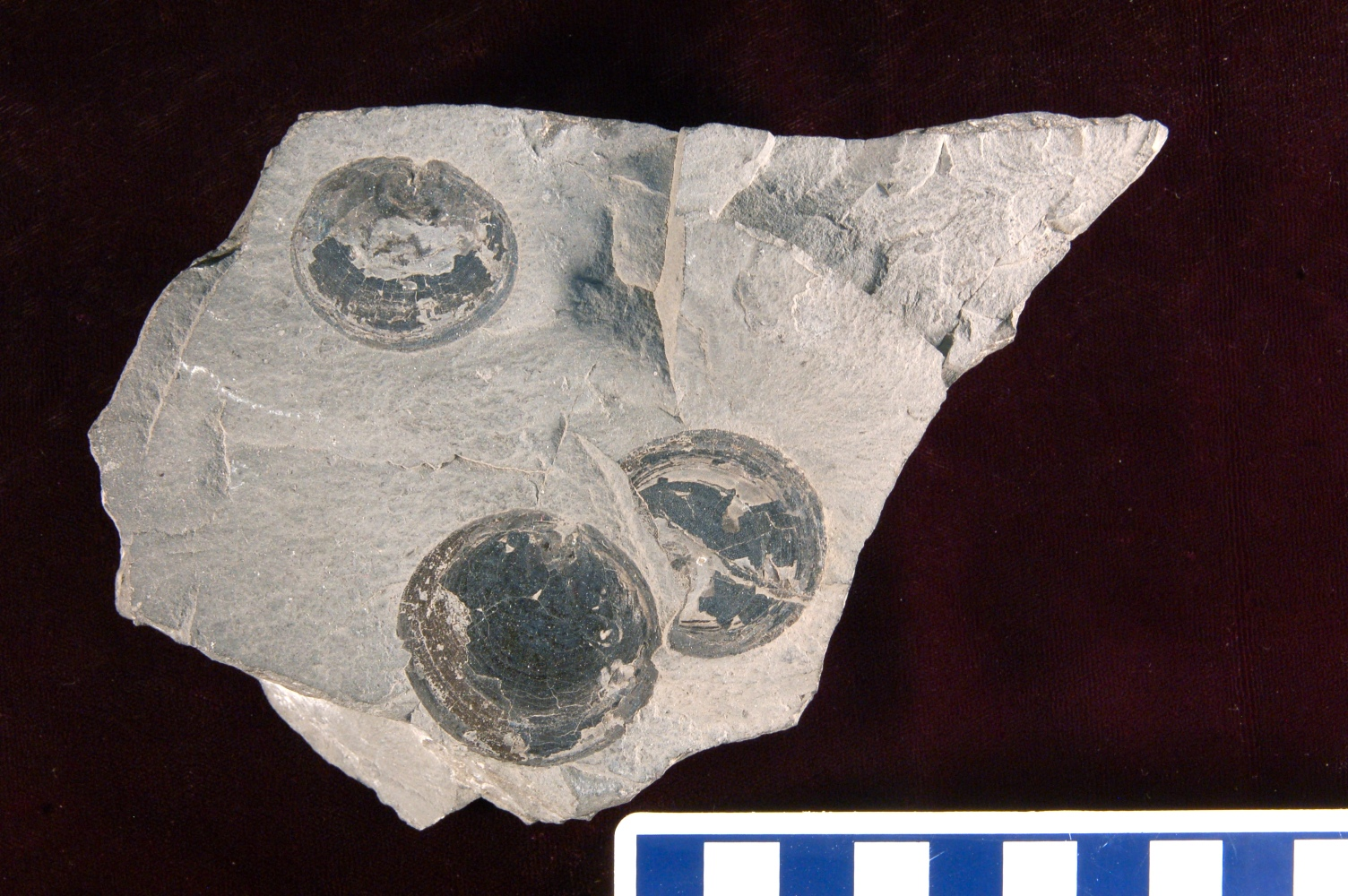
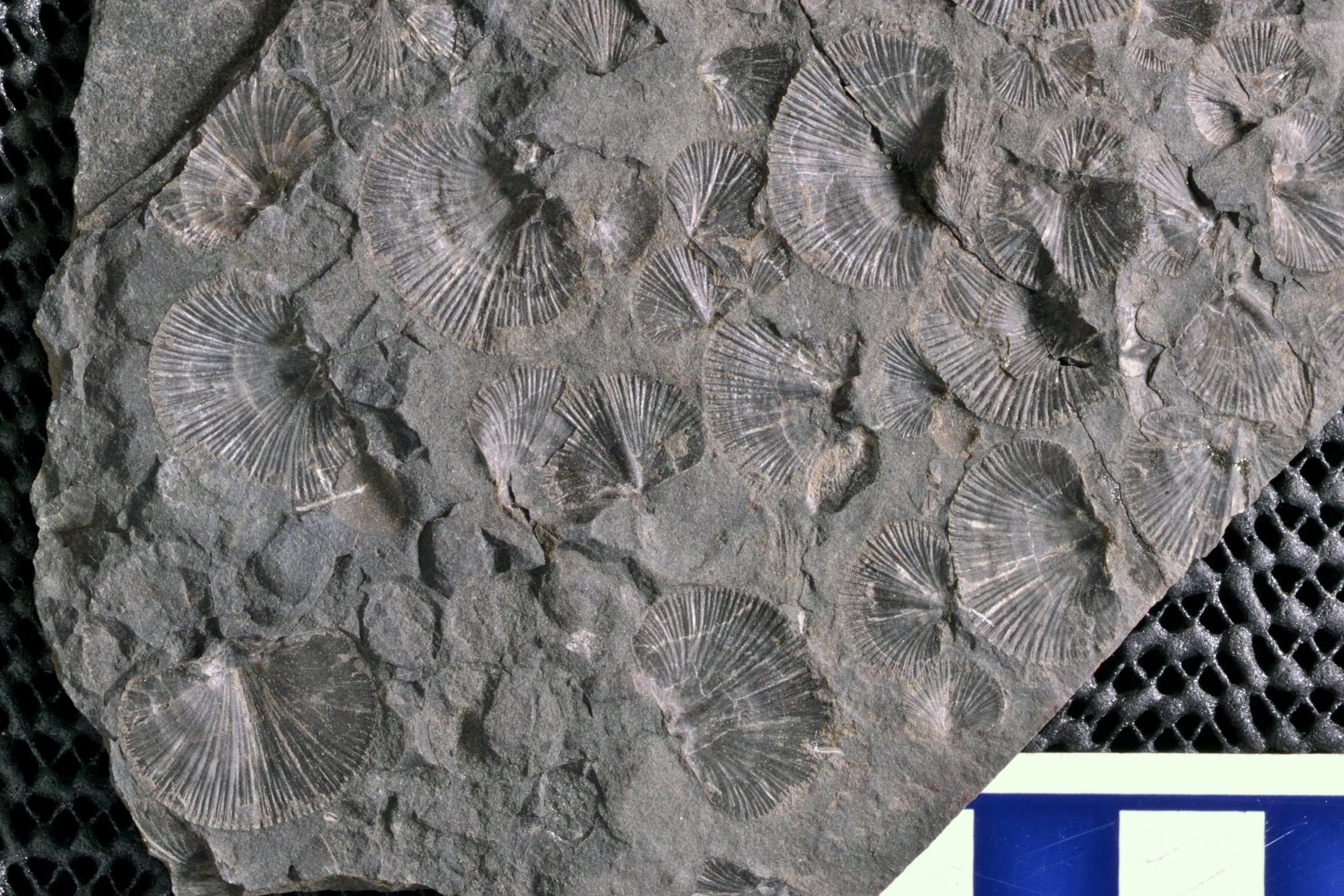
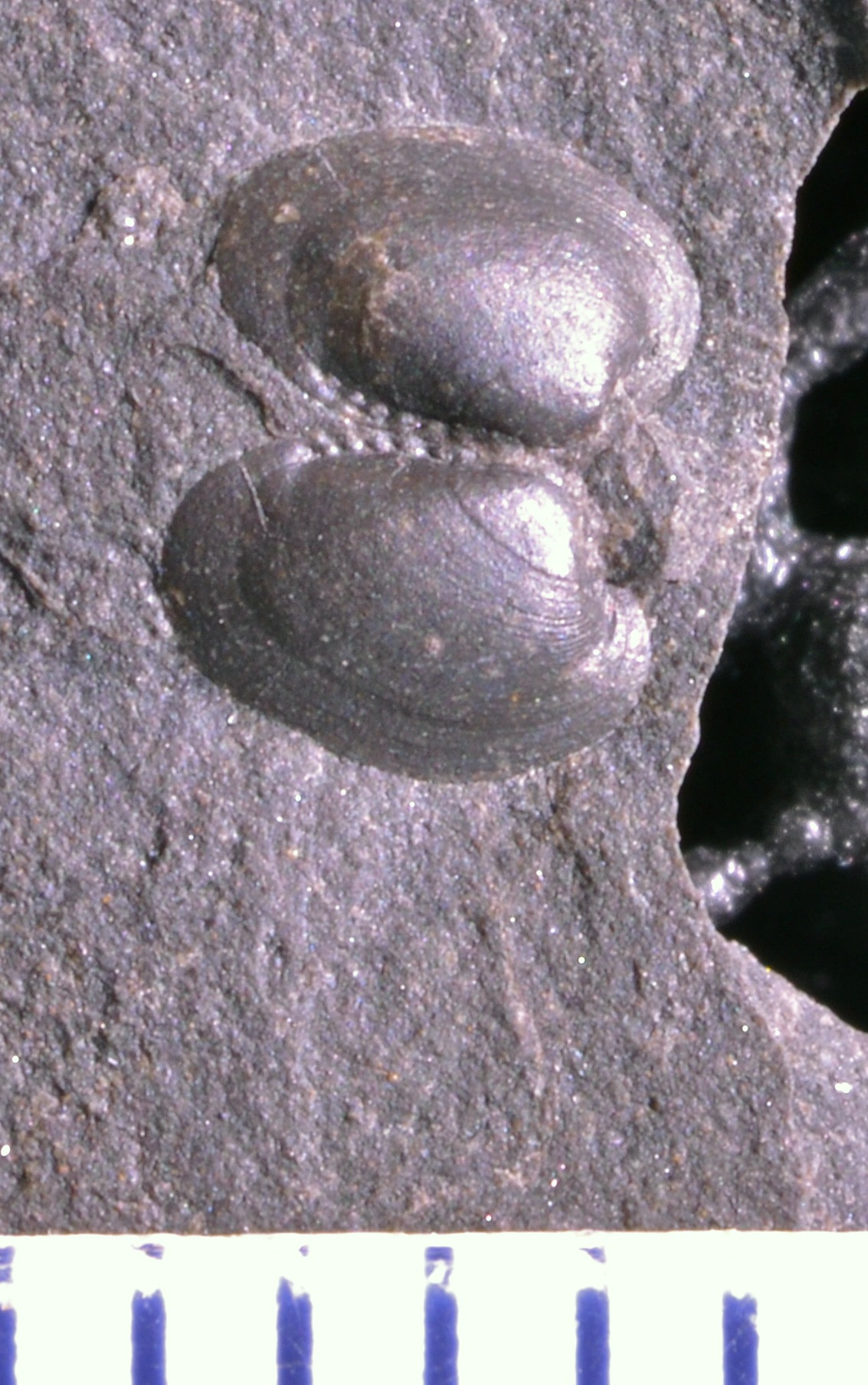
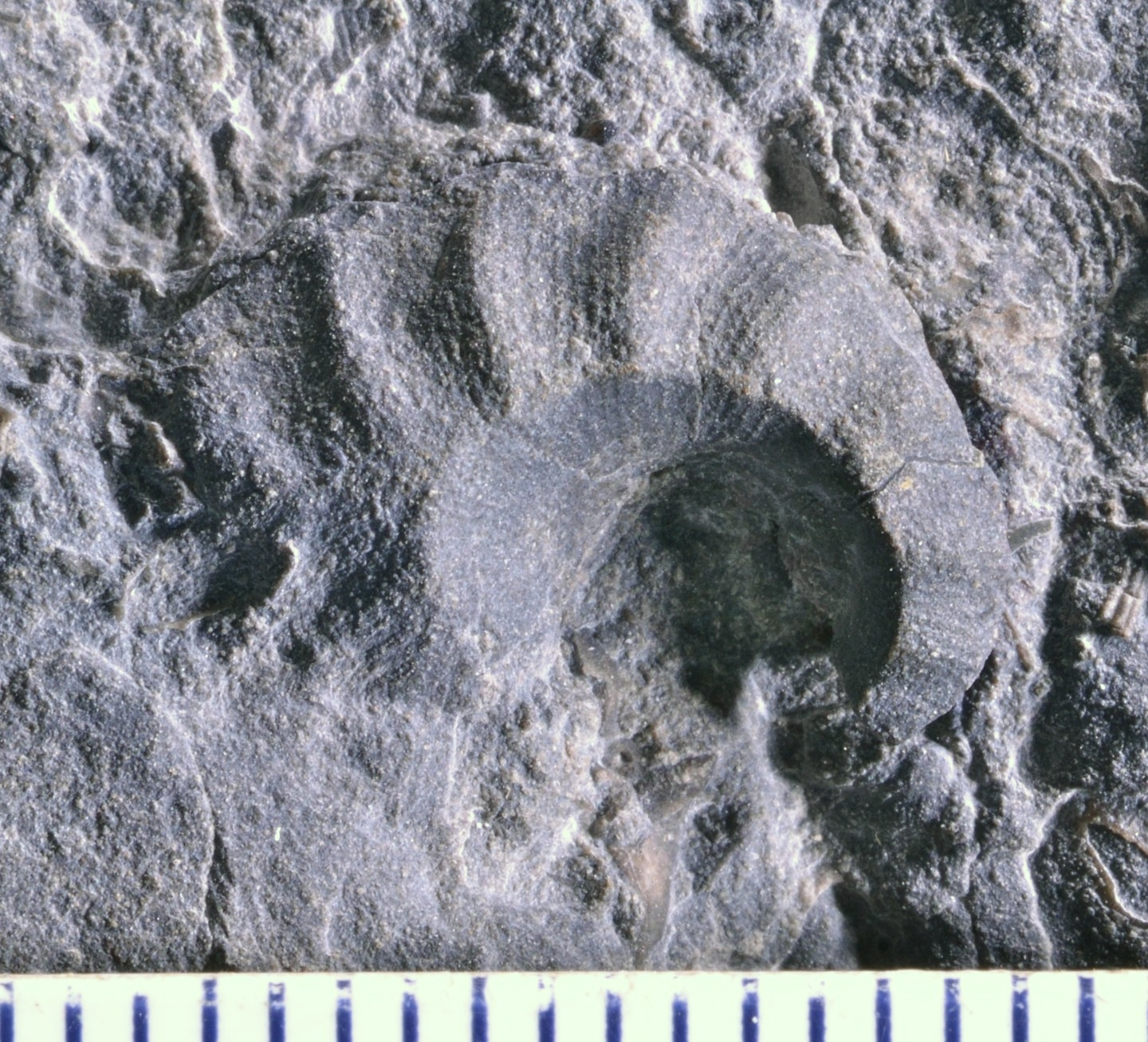
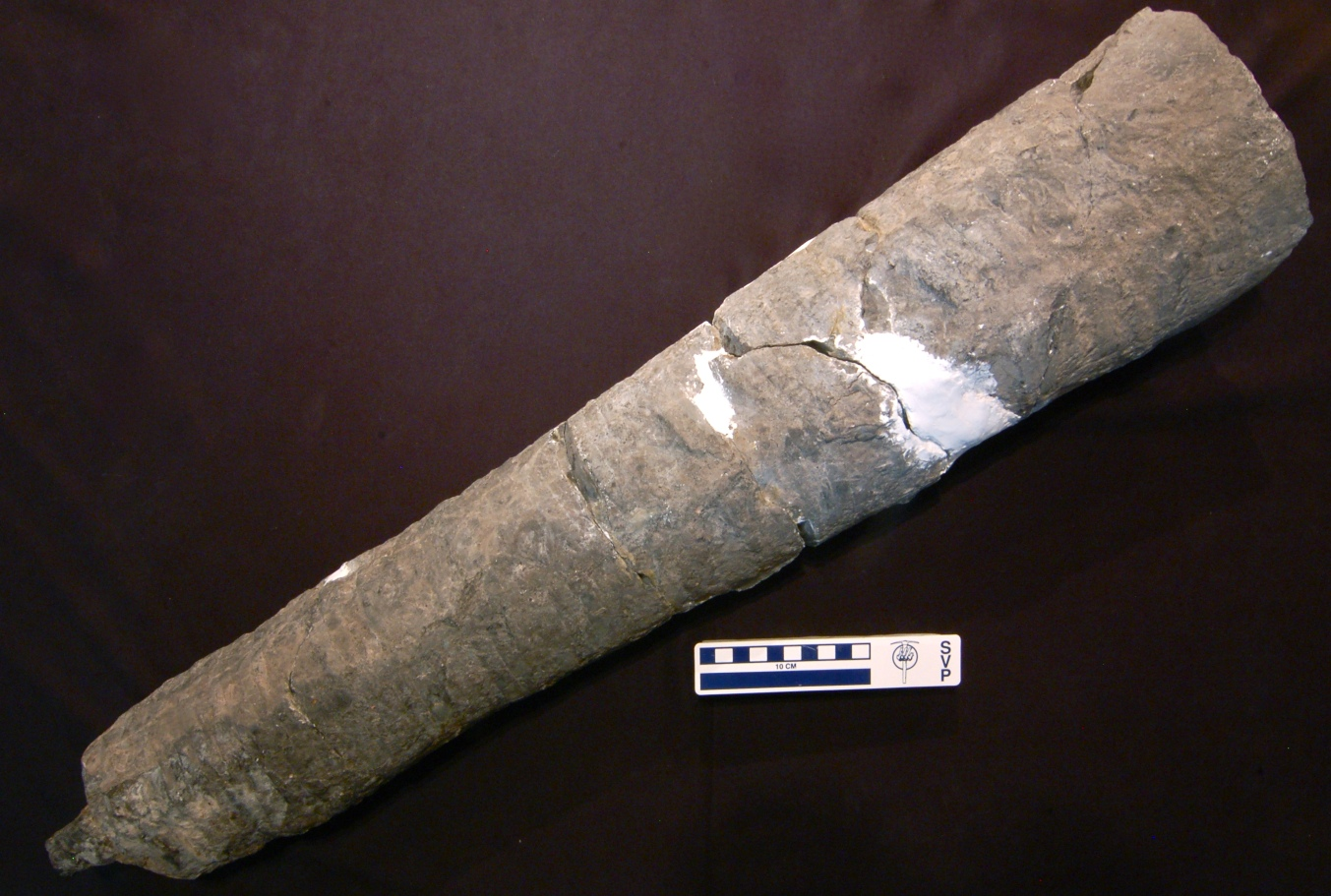
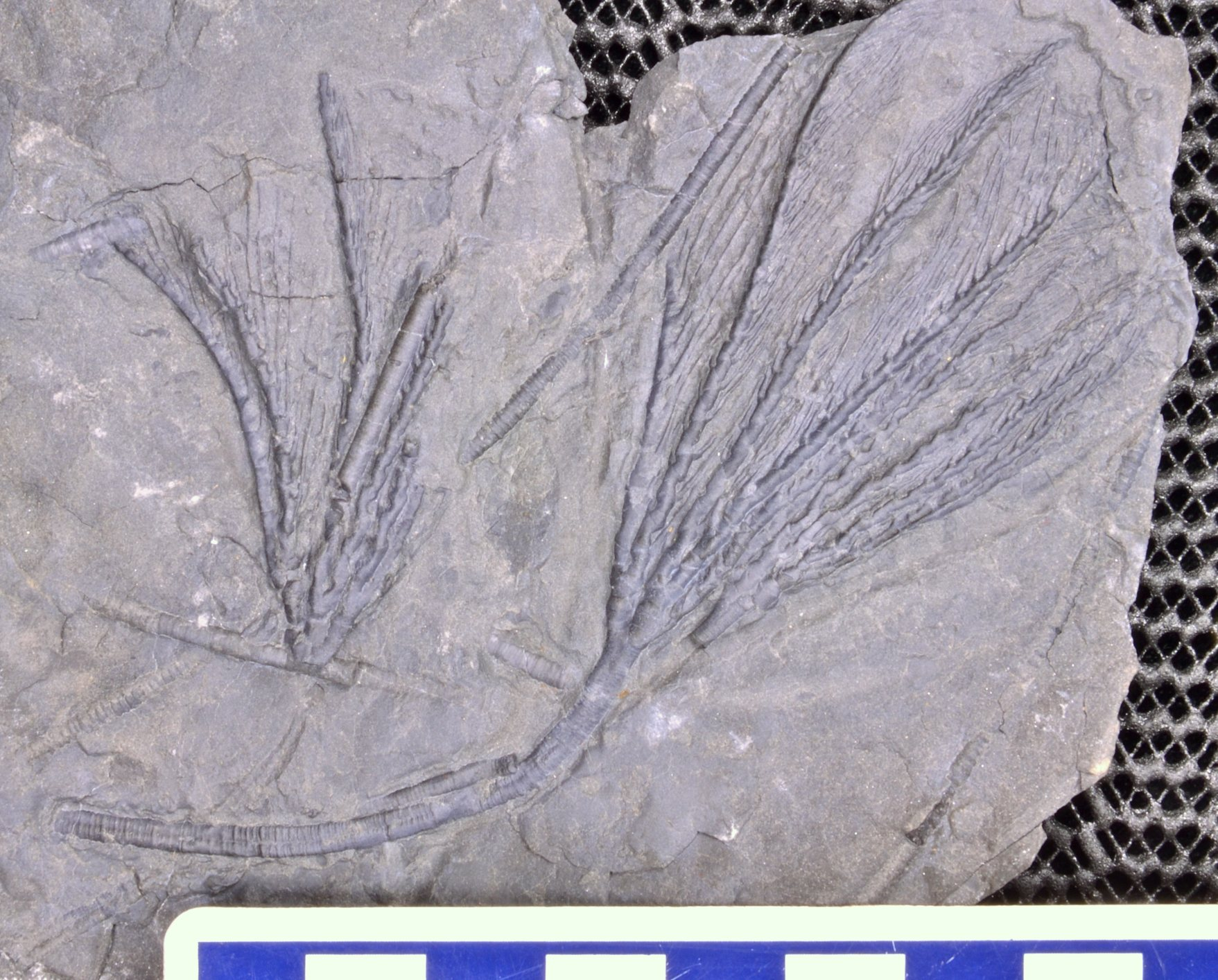

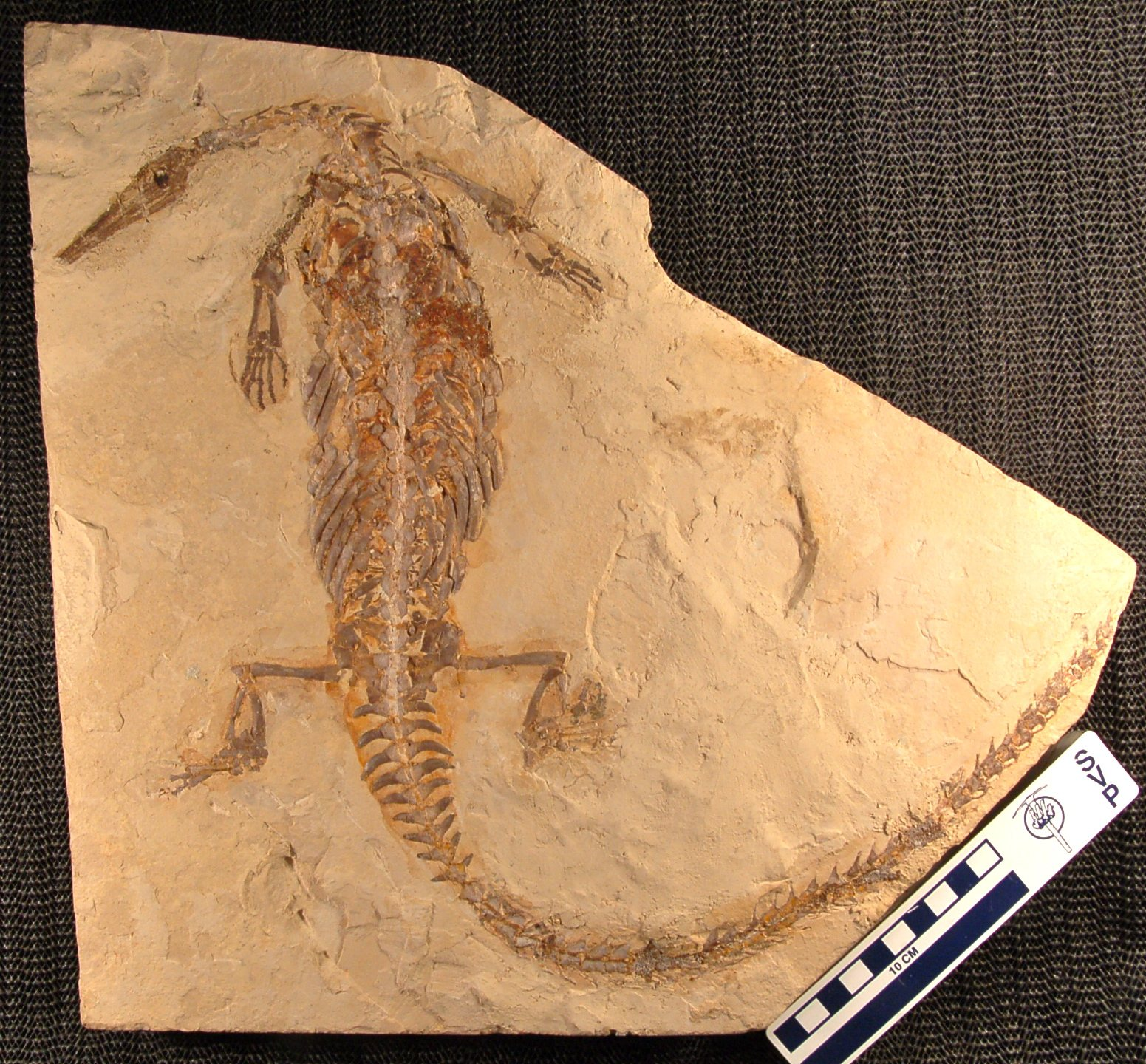
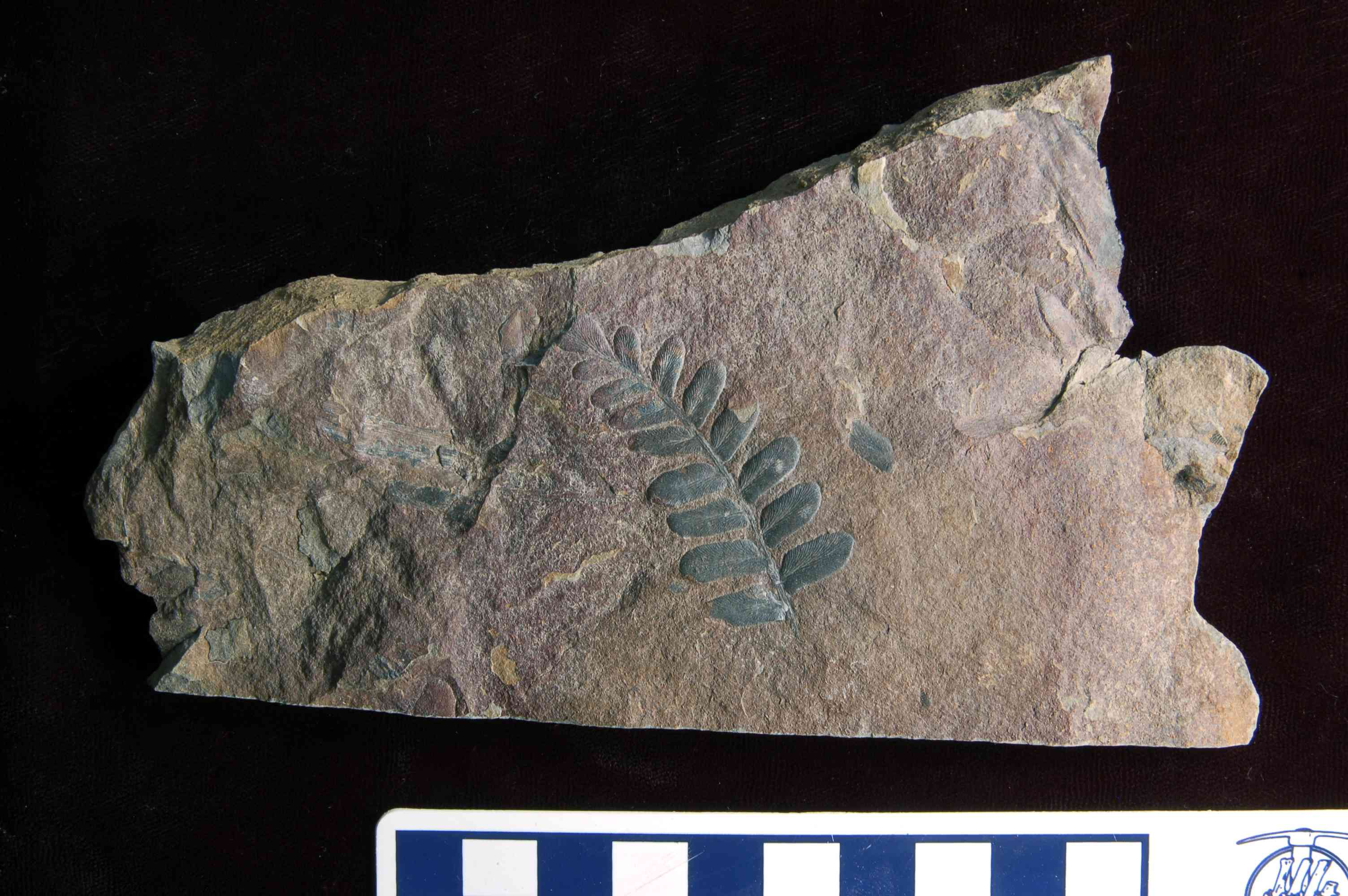
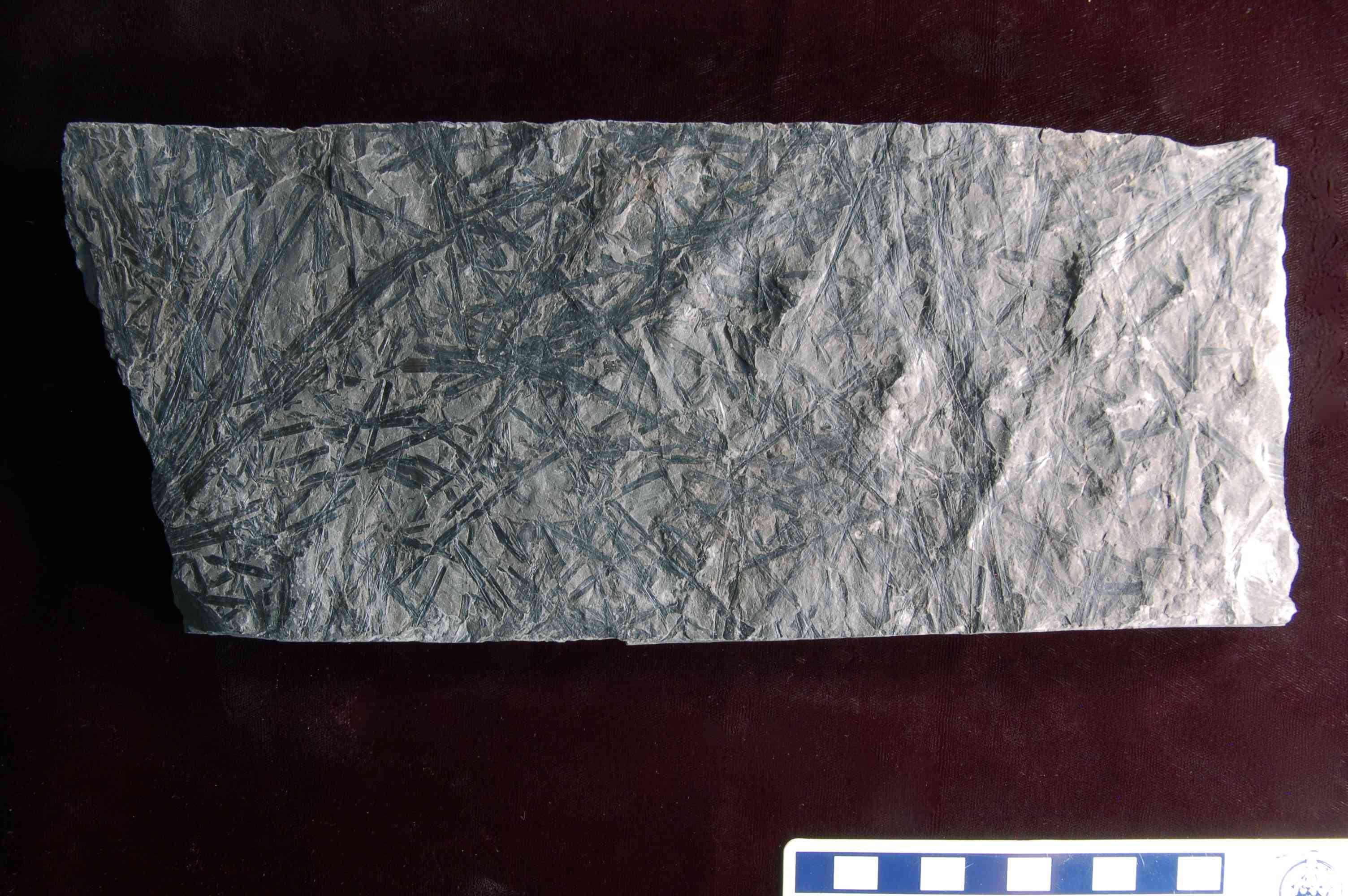
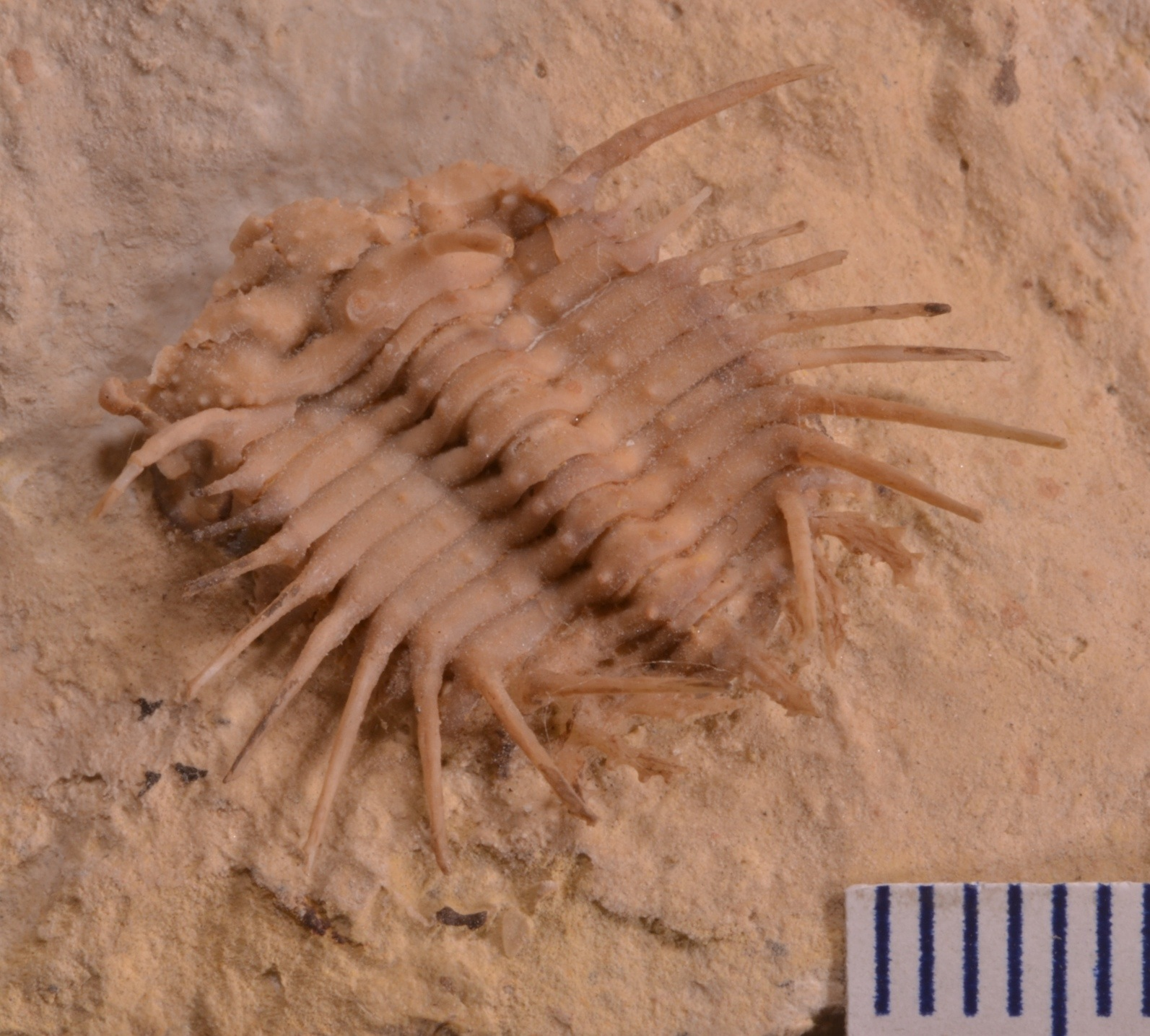
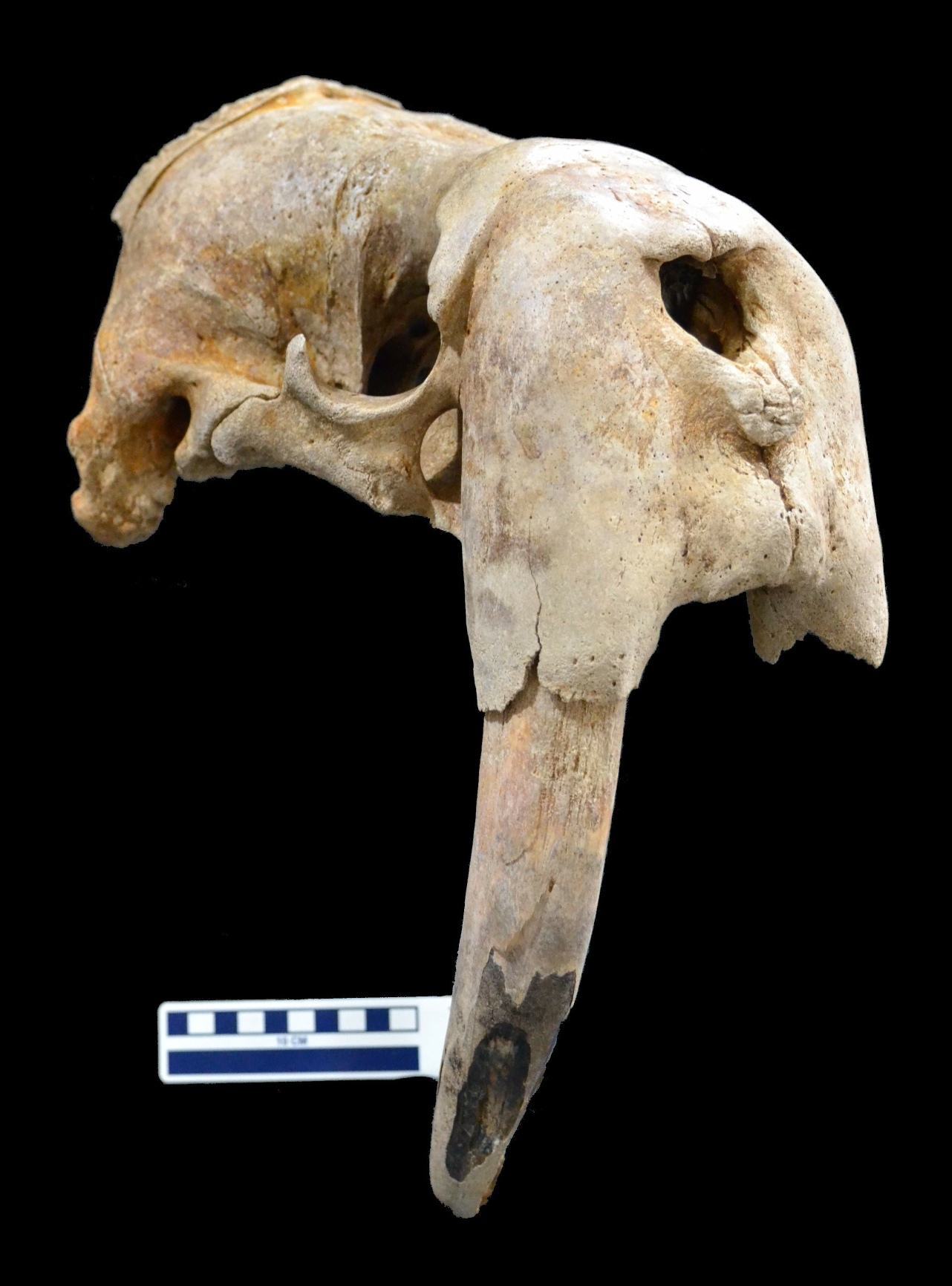

- [Quoi ?]
- [Quoi ?]
- [Quoi ?]
- [Quoi ?]
- [Quoi ?]
- [Quoi ?]
- [Quoi ?]
- [Quoi ?]

Autres spécimens :
- [Quoi ?] [Où ?]
- [Quoi ?] [Où ?]
- [Quoi ?] [Où ?]
- [Quoi ?] [Où ?]
- [Quoi ?] [Où ?]

## Activités
- Activités de fouilles
- Ateliers dans les écoles
- Kiosques d'animations
- Conférences (spécialisées et grand public)[4]
- Colloques[4]
- Expositions temporaires[6]
- Expositions itinérantes

## Diffusion médiatique
- Reportage à l'émission  Le Code Chastenay, "Paléontologue d'un jour"